# Коджаели
Вижте пояснителната страница за други значения на Коджаели.
Коджаели (на турски: Kocaeli) е вилает в Турция.
Пет от седемте околии на вилаета граничат с Мраморно море и в тях са разположени много пристанищни съоръжения включително и главната база на Турския военноморски флот, а една от общините граничи с Черно море на север. Административен център на вилаета е град Измит. Вилает Коджаели е с обща площ от 3626 кв.км.

## Население
Численост на населението според преброяванията през годините:
| Година | Численост |
| 1990   | 920 255   |
| 2000   | 1 206 085 |
| 2011   | 1 595 643 |